# Martin Smolinski
Martin Smolinski (* 6. Dezember 1984 in München) ist ein deutscher Speedwayfahrer. Sein größter Einzel-Erfolg war der Gewinn der Deutschen Meisterschaft 2007 in Stralsund und 2009 in Landshut. Zurzeit fährt er in der Speedway-Bundesliga für den AC Landshut, in der polnischen Liga für Unibax Toruń und in der schwedischen Liga für Hammarby IF. 2010 fuhr er für die Coventry Bees und seit 2012 für die Birmingham Brummies in der britischen Profiliga.
Als erster Deutscher Speedwayfahrer qualifizierte sich Martin Smolinski für den Speedway-WM Grand Prix 2014 und gewann das Auftaktrennen in Neuseeland. Mit seinem Partner Kevin Wölbert gewann er 2013 in Herxheim das Speedway Paar-EM Finale. Er ist amtierender deutscher Speedwaymeister 2021. Im Jahr 2018 gewann er die Langbahn-Weltmeisterschaft spektakulär. 

## Teams 2009
- Unibax Toruń
- Hammarby IF
- AC Landshut

## Teams 2010
- AC Landshut
- Coventry Bees Meister der britischen Liga 2010

## Teams 2013
- AC Landshut
- Birmingham Brummies

## Erfolge

### Einzel
- Deutscher Meister: 2007, 2009, 2010, 2015, 2016, 2018, 2019, 2021
- Deutscher U-21 Meister: 2003
- Grasbahn-Europameister 2011
- Deutscher Langbahnmeister 2013, 2016
- Gewinner des Speedway-WM Grand Prix 2014 in Neuseeland
- Langbahn-Weltmeister 2018, 2023, 2024
- Langbahn-Vizeweltmeister 2012, 2019, 2021

### Team
- Britischer Meister: 2005, 2007
- Craven Shield-Sieger: 2007
- Deutscher Meister: 2001 (Olching), 2006 (Olching), 2007 (Olching), 2008 (Olching), 2009 (Landshut), 2010 (Landshut), 2011 (Landshut), 2012 (Landshut), 2013 (Landshut), 2016 (Landshut), 2017 (Landshut), 2018 (Landshut)
- Langbahn Team Weltmeister: 2010, 2011, 2017
- Speedway Paar-EM 2013 mit Kevin Wölbert